# Solfara Garruba
La solfara Garruba o miniera Garruba  è stata una miniera di zolfo sita in provincia di Enna nei pressi del comune di Agira.
La solfara, aperta tra il 1860 e il 1870, è oggi inattiva.